# Einigen
Einigen (toponimo tedesco) è una frazione di 1 605 abitanti del comune svizzero di Spiez, nel Canton Berna (regione dell'Oberland, circondario di Frutigen-Niedersimmental).

## Geografia fisica
Si affaccia sul Lago di Thun.

## Storia
Già comune autonomo, nel 1834 è stato accorpato al comune di Spiez.

## Monumenti e luoghi d'interesse

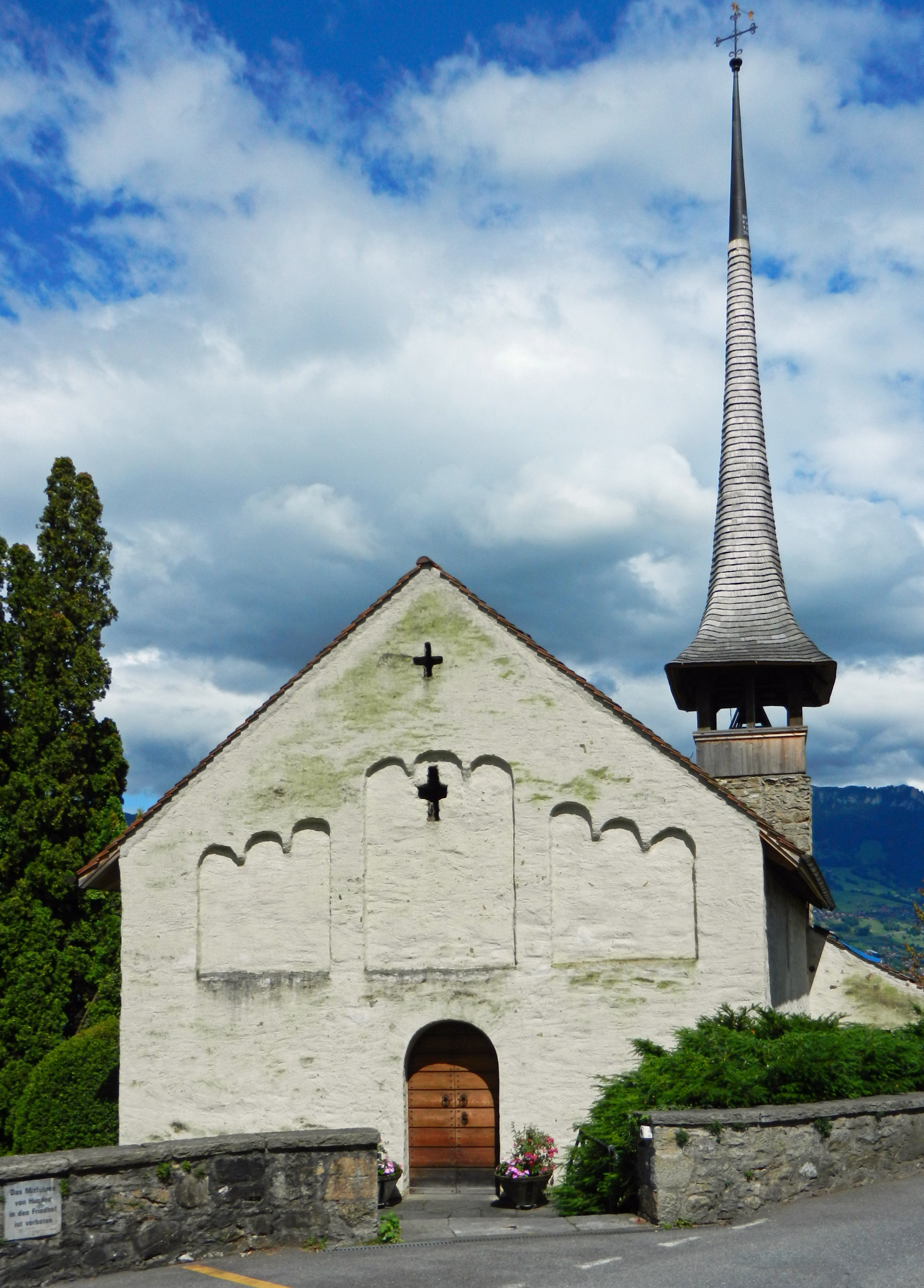
La chiesa riformata

- Chiesa riformata (già di San Michele), eretta nel VII secolo e ricostruita nel X-XI e nel XV secolo[1].

## Società

### Evoluzione demografica
L'evoluzione demografica è riportata nella seguente tabella:
Abitanti censiti